# زقومية
الزقومية (الاسم العلمي: Secamonopsis)، جنس شجيرات من فصيلة الدفلية. تضم نوعان فقط، وكلاهما يستوطن مدغشقر.
الاسم العلمي مأخوذ من العربية «زقوم».
- Secamonopsis madagascariensis Jum.
- Secamonopsis microphylla Civeyrel & Klack